# Kap-Kutan

Kap-Kutan (ryska:Кап-Кутан) eller Cupp-Coutunn är en karstgrotta som tillsammans med det med detta förbundna Promeszjutosjnaja (Промежуточная) är det största systemet av grottor i kalksten i forna Sovjetunionen. Grottan ligger i Kugitangtaus naturreservat i östligaste Turkmenistan.
När grottan upptäcktes är inte känt, men den närbelägna sju kilometer långa grottan Chasjm Ojik (Хашм-Ойик) anses vara den som beskrivits av Diodorus Siculus i Bibliotheka Historika år 40 f.Kr. Det äldsta belägget från själva Kap-Kutan är ett papper i en flaska daterat 1932 som några ryska turister lämnat efter sig. Grottan blev först 1956–1964 undersökt noggrant av Sultan Yalkapov från Asjchabad och sedan från 1982 under Vladimir Maltsevs ledning.
Kap-Kutan/Promeszjutosjnajas sammanlagda längd är 57 km och det har en vertikal utsträckning på 310 m. Till systemet räknas även den ovannämnda Chasjm Ojik och den 4,5 km långa Geofizisjeskaja (Геофизическая) och dussintals andra grottor har hittats i närbelägna delar av sydvästra Kugitangtau.
Från 1970 till 1982 bröts droppsten av kalcit i grottan för tillverkning av askfat och plattor, medan gipsformationer sågades av och togs som souvenirer, men gruvdriften stoppades efter protester från speleologer och grottorna bommades igen som skydd mot vandalism. Grottorna är sedan dess endast tillgängliga med speciellt tillstånd.